# Guerra de Castella
 L'Expedició Espanyola a Borneo, també coneguda com a Guerra de Castella va ser un conflicte militar (Malai: Perang Kastila; Jawi: ڤراڠ كستيلا) va ser un conflicte militar entre Brunei i Espanya el 1578.

## Antecedents
Des de mitjans del segle xvi, els europeus estaven ansiosos de fer-se un forat al sud-est asiàtic, font de subministrament d'espècies. Espanya també volia estendre de forma forçada el cristianisme, la fe majoritària a Europa. Des de la caiguda de Constantinoble el 1453, les rutes terrestres des de l’Est del Mediterrani fins al sud-est asiàtic passant per Àsia central i l'Orient Mitjà estaven controlades pels otomans, perses, àrabs, indis i malais.
Els portuguesos, i més tard els espanyols, van intentar trobar una ruta marítima alternativa per arribar al sud-est asiàtic, així podrien intercanviar espècies i altres productes amb els malais. Els portuguesos ho van aconseguir conquerint Malaca el 1511, dos anys després de la seva arribada a la regió.
Els espanyols van arribar més tard, cap a mitjans del segle XVI. La seva arribada a l'arxipèlag que ara comprèn les Filipines, al mateix temps que la seva intenció d'estendre el cristianisme, va provocar un conflicte amb Brunei, en aquell moment governat pel Sultan Saiful Rijal, que finalment va concloure en la Guerra de Castella. En aquell moment l'Imperi de Brunei era un poderós imperi naval que s'estenia des de l'Illa de Borneo fins a gran part de les illes que comprenen Filipines.

## Arribada d'Espanya a les Filipines
Des dels seus ports a Mèxic, Espanya va enviar unes quantes expedicions a les Filipines i el 1565, sota el lideratge de Miguel López de Legazpi, es van assentar a Cebu. Durant un temps es va convertir en la capital de l'arxipèlag i el principal punt comercial. També va ser la ciutat des d'on es va estendre el cristianisme cap a les altres illes.
Arran d'aquests fets les aspiracions espanyoles a la zona entraven en conflicte amb Brunei. Entre el 1485 i el 1521 el Sultanat de Brunei, governat pel Sultà Bolkiah, va fundar l'estat de Kota Serudong (també conegut com a Regne de Maynila) com un estat titella de Brunei, oposat al Regne de Tondo. L'Islam va augmentar encara més la seva presència gràcies a l'arribada de comerciants i missioners islàmics procedents del que ara es coneix com a Malàisia i Indonèsia.
Malgrat la influència de Brunei la multitud d'estats que componien l'arxipèlag van facilitar la colonització espanyola. El 1571 Miguel López de Legazpi va atacar i cristianitzar la Manila Islàmica, que es va convertir en la capital de les Illes Filipines, també es va transformar en un punt important de comerç i evangelització. Els Visayas (pobles locals de Kedatuan de Madja-as i el Raja de Cebu) que abans de l'arribada dels espanyols havien lluitat contra el Sultanat de Sulu i el Regne de Maynila, van convertir-se en aliats dels espanyols contra el Sultanat de Brunei.
L'època en la qual es va desenvolupar la Guerra de Castella era un temps de fervor religiós a Europa i gran part del món, quan se seguia una sola religió sota l'aixopluc de l'estat. A Espanya la religió estatal era el Catolicisme Romà, obligant als seguidors d'altres religions com el Judaisme o l'Islam a convertir-se a aquesta religió. Espanya tot just havia donat per acabada una guerra de set-cents anys reconquerint i recristianitzant Espanya, que havia sigut envaïda pels musulmans sota el Califat Omeia des del segle VIII. El llarg procés de reconquesta, alguns cops mitjançant acords, però majoritàriament mitjançant la guerra, és conegut com la Reconquesta. L'odi que processaven els espanyols contra els musulmans que havien envaït Espanya va alimentar la Guerra de Castella contra els musulmans de Brunei. Aquesta guerra també va iniciar la Guerra Moro-Espanyola a les Filipines contra el Sultanat de Sulu i el Sultanat de Maguindanao.
El 1576 el governador espanyol de Manila, Francisco de Sande, va arribar de Mèxic. Va enviar una missió oficial a l'estat veí de Brunei per reunir-se amb el Sultà Saiful Rijal. Va explicar al Sultà que volien tindre bones relacions amb Brunei, i va demanar el seu permís per estendre el cristianisme a Brunei. Al mateix temps demanava posar fi al proselitisme de l'Islam a les Filipines per part de Brunei. El Sultà no va estar d'acord amb aquestes propostes i va expressar el seu rebuig a l'evangelització de les Filipines. Realment de Sande reconeixia Brunei com una amenaça per a la presència espanyola a la regió, afirmava que «els Moros de Borneo prediquen la doctrina de Mohammed, i volen convertir tots els Moros de les illes».

## La guerra
Espanya va declarar la guerra el 1578. El març d'aquest any la flota Espanyola, liderada per de Sande, actuant com a Capità General, va començar el seu viatge cap a Brunei. L'expedició consistia en 200 espanyols i 200 mexicans, 1500 filipins i 300 borneus. Aquesta companya va ser una de moltes, que també van incloure accions militars a Mindanao i Sulu. La composició ètnica del bàndol cristià era divers, documents d'unes dècades més tard assenyalaven que la infanteria estava composta per mestissos, mulats i «indis» (del Perú i Mèxic), encapçalats per oficials espanyols que havien treballat conjuntament amb filipins en campanyes militars a través del sud-est asiàtic. El bàndol musulmà també era molt divers. A part dels guerrers malais, els Otomans també havien enviat expedicions militars a Aceh. Les expedicions estaven compostes per turcs, egipcis, suahilis, somalis, sindhis, gujaratis i malabars. Aquestes forces expedicionàries també s'haurien estès a altres sultanats propers com el de Brunei i haurien ensenyat als mujahidins locals noves tàctiques de combat, i tècniques per crear canons. La migració de musulmans des de l'Imperi Otomà, Egipte, la Meca i Aràbia era tan constant que Melchor Davalos es va queixar al rei d'Espanya de la seva presència a Borneo i les Filipines.
| «                 | Perses, àrabs, egipcis i turcs van portar la veneració de Mohammed i la seva secta aquí, i fins i tot moros de Tunis i Granada han arribat aquí, alguns cops els exèrcits de Campson, antic Sultà del Caire i Rei d'Egipte... Per tant, em sembla que els Moros de les Filipines són principalment provinents d'Egipte, Aràbia i la Meca, i els seus acompanyants, deixebles i membres. Cada any s'informa que Turcs arriben a Sumatra i Borneo, i a Ternate, on ara hi són alguns dels derrotats en la famosa batalla en la qual el Senyor Don Juan d'Austria va guanyar. | » |
| — Melchor Davalos | |   |

La lluita va ser feroç però Espanya va aconseguir exitosament la capital de Brunei en aquell temps, Kota Batu, el 16 d'abril de 1578, amb l'ajuda de dos nobles bruneis descontents, Pengiran Seri Lela i Pengirian Seri Ratna. Ambdós havien viatjat fins a Manila per oferir Brunei com un estat tributari d'Espanya per a poder recuperar el tron que havia sigut usurpat pel seu germà, Saiful Rijal. Espanya va accedir a la seva petició, i si tenien èxit conquerint Brunei, Pengiran Seri Lela seria el sultà mentre que Pengiran seria el nou Bendahara.
El Sultà Saiful Rijal i Paduka Seri Begawan Sultà Abdul Kahar es van veure forçats a fugir a Meragang, més tard a Jerudong, on van planejar atacar l'exèrcit espanyol lluny de Brunei. Mentrestant Espanya estava sofrint grans pèrdues per culpa d'un brot de còlera o disenteria. Estaven molt afeblits per aquesta malaltia. Aquesta guerra va suposar un fet històric de consciència nacional, ja que els espanyols van acabar sent expulsats per Pengiran Bendahara Sakam Ibni Sultà Abdul Kahar i un miler de guerrers locals per a restablir el govern del Sultà. Els espanyols van retornar a Manila el 26 de juny de 1578, després de setanta-dos dies. Abans d'això però van cremar la mesquita de la ciutat.
Pengiran Seri Lela va morir l'agost/setembre de 1578, probablement a causa de la mateixa malaltia que afectava els seus aliats espanyols, tot i que hi havia la sospita que el Sultà el podria haver enverinat. La filla de Seri Lela, una princesa de Brunei, qui creia que tenia dret al tron, va decidir marxar amb una expedició espanyola i abandonar la corona i les seves riqueses, i es va casar amb un Tagàlog cristià. Aquest tagàlog en qüestió, un cavaller que havia provat el seu valor en combat, va ser anomenat Agustín de Legazpí de Tondo. Putri, la princesa imperial, va desafiar el càstic islàmic de la lapidació de les dones musulmanes que es casen amb homes no-musulmans i es van enamorar, van tindre fills a les Filipines i van viure una vida normal a Manila.

## Conseqüències
Tot i la seva fugida de Brunei, Espanya va aconseguir que el sultanat no guanyes terreny a Luzon. Anys més tard les relacions amb Espanya van millorar, iniciant el comerç entre ambdós regnes, com s'evidencia en una carta de «Don Francisco de Tello de Guzmán», governador general de Manila, data de 1599 demanant un retorn cap a una relació amistosa entre els països. La fi de la Guerra de Castella va permetre a Espanya centrar-se en la guerra Moro-Espanyola.
El Sultanat de Brunei acabaria deixant de ser un imperi marítim, i es convertiria en una ciutat-estat, deixant així les seves polítiques expansionistes, i cedirien el seu territori a Jame Brooke gràcies als disturbis en els dominis de l'antic imperi fins a acabar convertint-se en un dels països més petits del món. Aquesta nova política de precaució respecte als poders europeus va permetre la seva supervivència, i convertir-se en l'estat islàmic continu de més llarga vida.
 